# مزرعه مزارع
مزرعه مزارع یکی از روستاهای استان آذربایجان شرقی است که در دهستان اوچ‌هاچا بخش مرکزی شهرستان اهر واقع شده‌است.مزرعه مزارع ۱۲۷ نفر جمعیت دارد.